# Budova Tabákové režie
Budova Tabákové režie byla vybudována jako reprezentativní sídlo ústředí Československé tabákové režie. Uzavírá blok domů v Praze-Vinohradech na severní straně Slezské ulice, mezi ulicemi Sázavskou a Blanickou. Je pozoruhodná propojením architektury, plastiky a uměleckého řemesla. Od roku 2003 je kulturní památkou. V současné době objekt patří pražskému Městskému soudu, který jej využívá pro agendu obchodního a správního soudnictví.

## Historie
Po vzniku Československa v roce 1918 byla vytvořena Československá tabáková režie, jejímž prostřednictvím byly převzaty do státní správy tabákové továrny i státní trafiky. Budovu pro pražské Ústřední ředitelství této instituce navrhl architekt Alois Dryák v klasicizujícím stylu, kombinujícím neoklasicismus a art deco. Byla postavena v letech 1923–1928, stavbu realizovala firma Záruba-Pfeffermann spolu s betonářskou firmou dr. Skorkovského.
Po únoru 1948 byla budova využívána jako sídlo československých ústředních orgánů. V letech 1953–1954 ji architekt Jiří Gočár (1913–1979, syn Josefa Gočára) adaptoval pro Federální ministerstvo hutního průmyslu a rudných dolů, v roce 1975 ji upravil architekt Jaroslav Kosík pro Federální ministerstvo pro technický a investiční rozvoj, které se v roce 1983 přeměnilo na Státní komisi pro vědeckotechnický a investiční rozvoj.

## Popis
Čtyřpatrová budova se dvěma suterény a podkrovím je trojkřídlá. Půdorys je nepravidelný: na hlavní část budovy ve Slezské ulici navazuje na východě větší boční křídlo v Sázavské ulici, na západní straně je čtvrtkruhovým nárožím napojeno menší boční křídlo v Blanické ulici.
Přízemní část všech průčelí je dekorována pásovou rustikou, nad ní je výrazná zaoblená římsa a v prvním patře hlavního průčelí nahrazují rustiku štukové kruhy. Boční průčelí jsou méně zdobná. Zajímavým architektonickým prvkem jsou velké plastické koule: najdeme je pod parapety přízemních oken hlavního průčelí i mezi okny druhého patra oblého západního nároží. Nejvýraznější dvojice koulí je po stranách nízkého schodiště u hlavního vchodu.
Po stranách vstupního portálu jsou mříže s figurami, zhotovené sochařem Jaroslavem Horejcem, nad vchodem je státní znak od Františka Přítele podle předlohy Karla Štipla.
V nárožích prvního patra jsou figurální reliéfy od sochaře Josefa Jiříkovského, jejichž náměty jsou spojené s tabákem a kouřením (zleva): Sázení tabáku na Slovensku, Přípravy ku žním v Albánii, Sušení v Novém Pazaru, Svážení do sběru v Makedonii, Výroba v Čechách, Prodej výrobků, Transport tabáku z plantáží mexických a na Jávě.
V interiéru je trojramenné schodiště, na jeho podestě jsou barevná okna. Tělesa ústředního topení na bočních stěnách podesty jsou kryta dekorativními mřížemi s Horejcovými reliéfy.

## Galerie

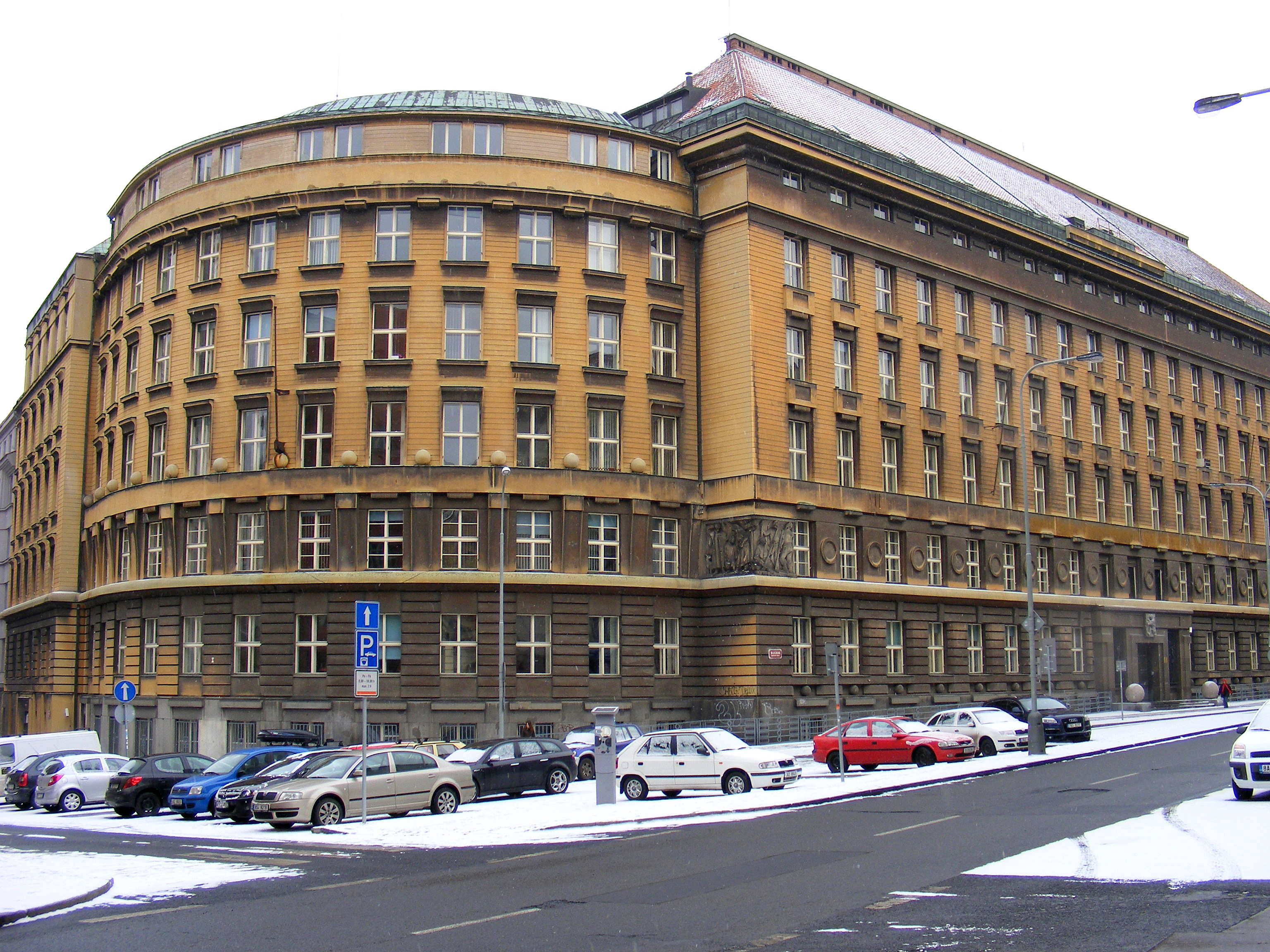
Nároží ulic Slezská a Blanická
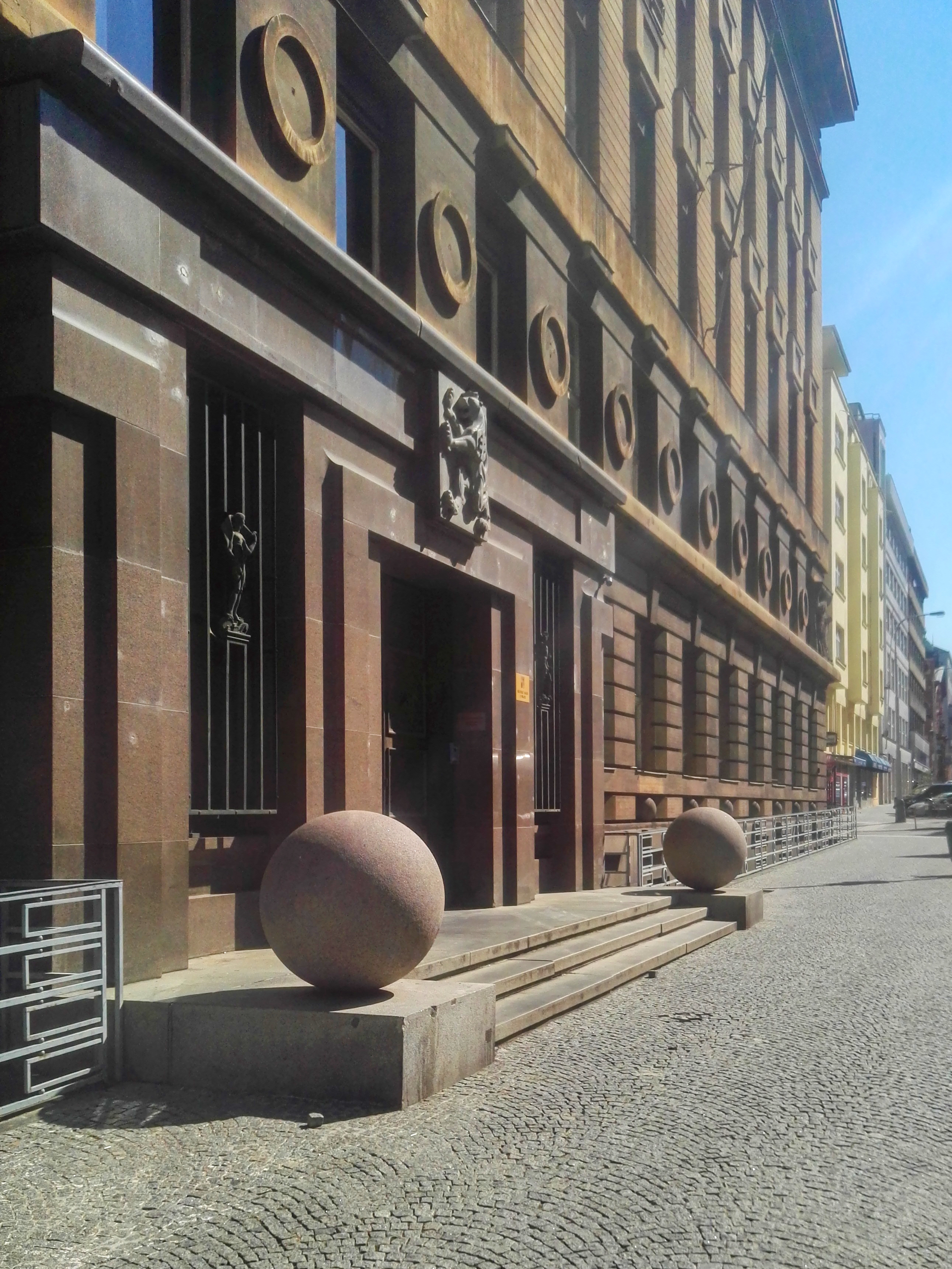
Hlavní vchod s dvojicí koulí
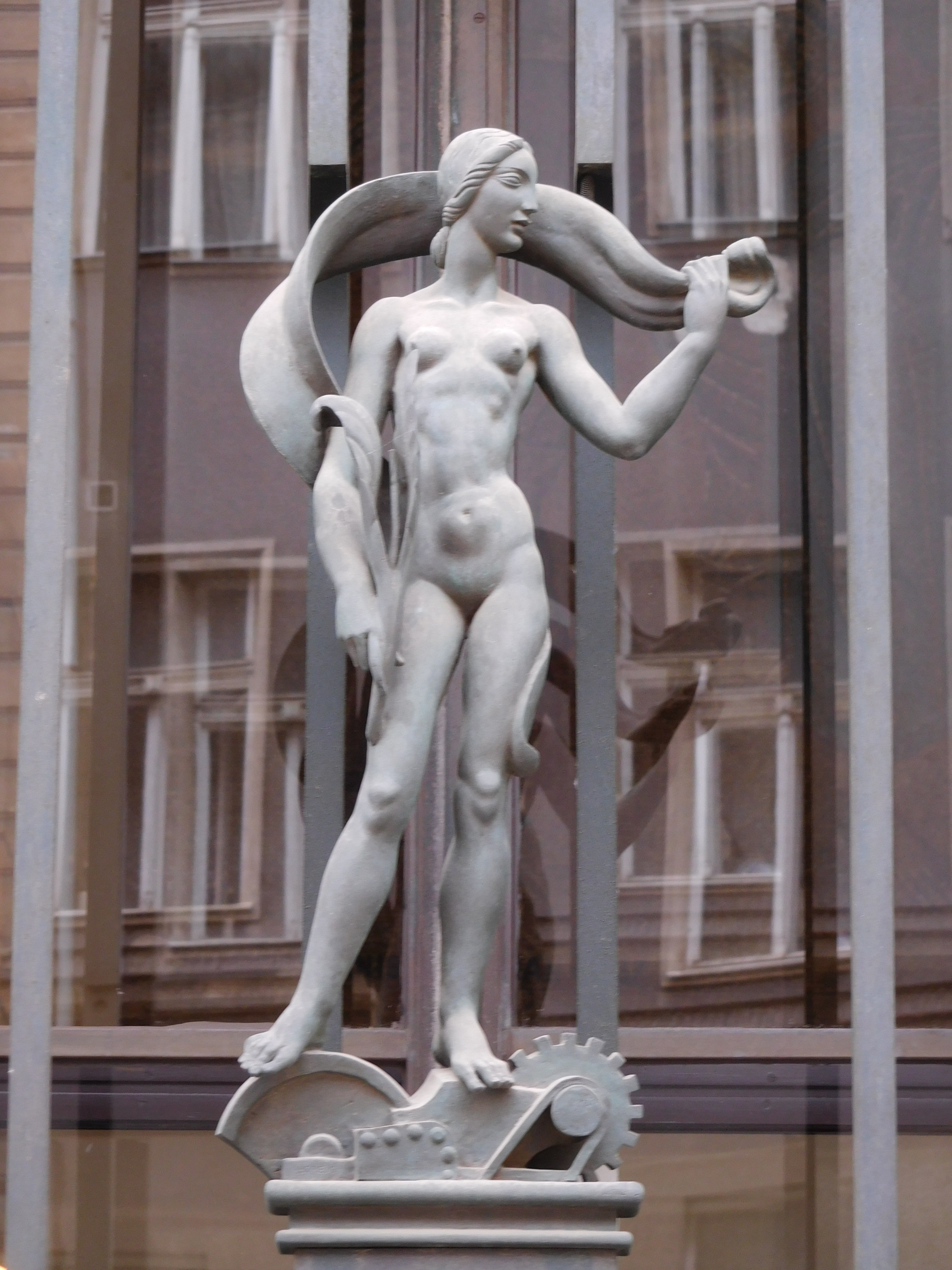
Alegorická figura na levé mříži vstupního portálu od Jaroslava Horejce
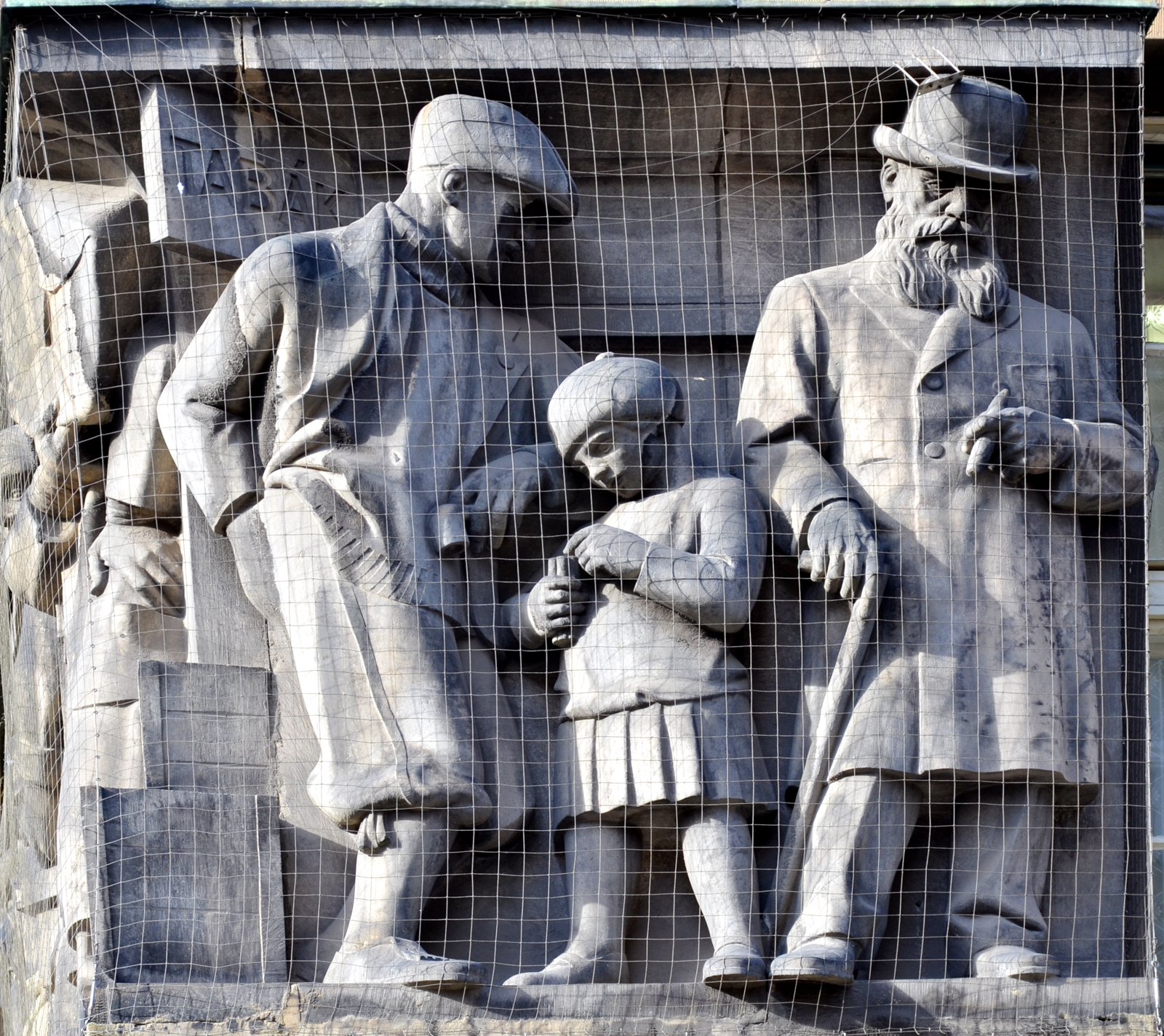
Jeden z reliéfů od Josefa Jiříkovského (nároží Slezské a Sázavské ulice)